# Chiesa di Gesù Buon Pastore (Torino)
La Chiesa di Gesù Buon Pastore è un edificio religioso di culto cattolico, che sorge nel quartiere Pozzo Strada di Torino.

## Storia
La costruzione della cripta iniziò nel 1958 con l'architetto Mario Dellamora e l'ingegnere Ezio Gaudina, la chiesa venne edificata tra il 1962 e il 1965, per essere poi consacrata il 30 ottobre dell'anno successivo dal cardinale Michele Pellegrino; nel 1995 è stato realizzato l'adeguamento liturgico dall'architetto Giorgio Raineri.
La parrocchia partecipa a missioni cristiane in alcuni paesi del Terzo mondo ed organizza periodicamente raccolte di cibo e vestiti per le persone in difficoltà economiche, nel 2016 la chiesa ha accolto due rifugiati provenienti dall'Africa.

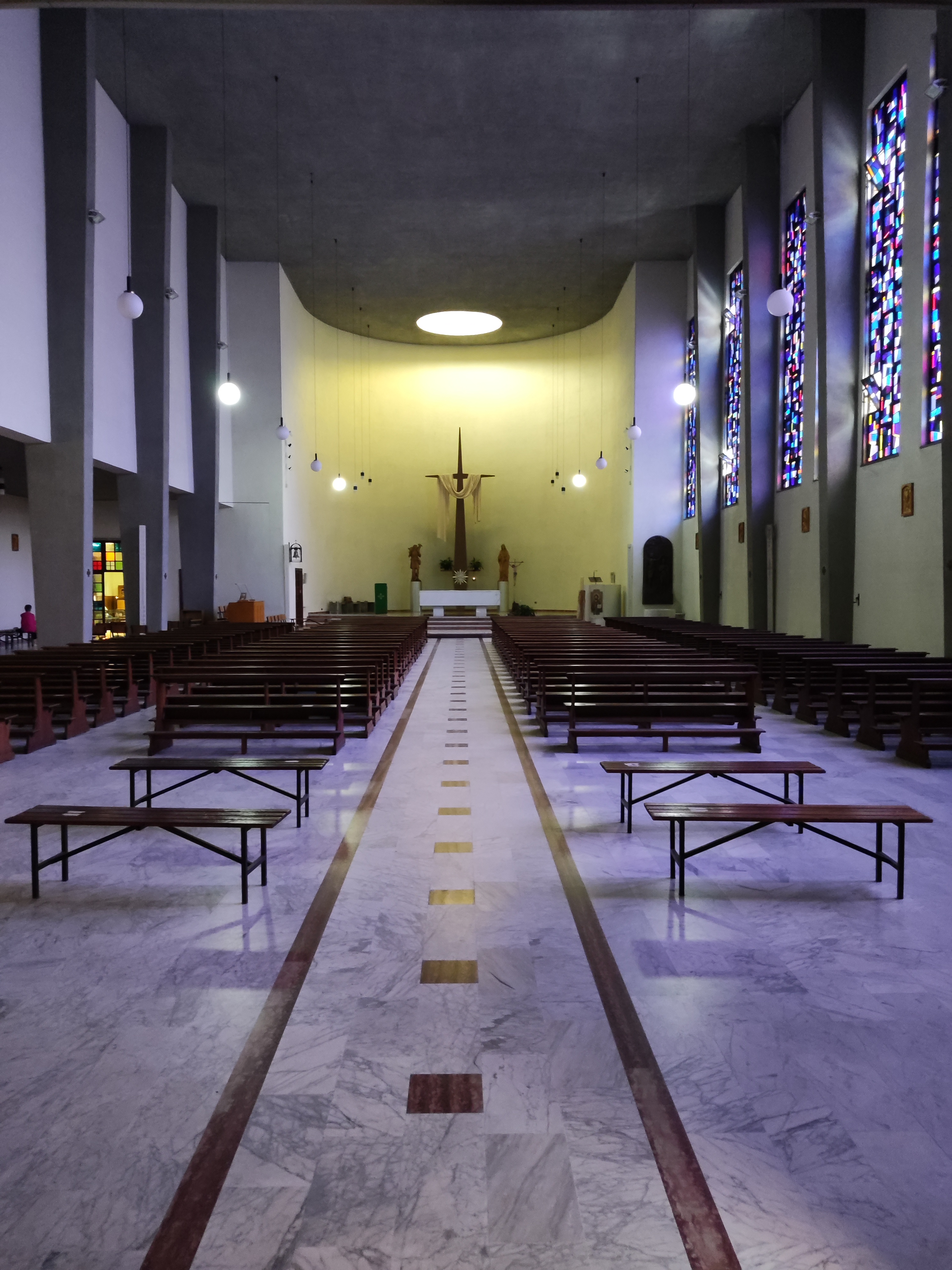
Interno della chiesa

## Descrizione
Sulla facciata principale figura la scalinata di accesso ai tre portoni, inquadrata da un arco strombato; secondo il progetto originario, sulla sinistra della facciata doveva essere edificato un campanile.
L’interno è costituito da una navata centrale ad aula rettangolare, sulla parete destra si alternano contrafforti e finestre policrome, la parete sinistra è caratterizzata da pilastri che sorreggono una navata laterale più bassa in cui sono collocati confessionali e statue votive; nell’area presbiteriale invece si trovano l'altare e il crocifisso.
In una struttura adiacente al retro della chiesa sono localizzate aule per lezioni di catechismo, uffici parrocchiali, spazi di aggregazione e sale giochi; nell'ampio cortile interno sono presenti campi da gioco usati per le attività dell'oratorio, è presente anche un teatro collocato sul sinistra della chiesa e staccato dal complesso, sulla cui parete si trova una opera artistica in metallo che raffigura un crocifisso stilizzato.
La particolarità della chiesa è il suo stile architettonico a metà tra il razionalismo, e il moderno tipico degli edifici di culto costruiti in Italia negli anni '60, uno stile poco presente nella città di Torino.